# Sarishabari
Sarishabari est une upazila du Bangladesh ayant en 2011 une population estimée à 325 320 habitants.